# 克鲁瓦西
克鲁瓦西（法語：Croisy，法語發音：[kʁwazi]）是法国谢尔省的一个市镇，位于该省东南部，属于圣阿芒蒙龙区。

## 地理
克鲁瓦西（46°56'20"N, 2°48'31"E）面积12.96 平方千米，位于法国中央-卢瓦尔河谷大区谢尔省，该省份为法国中部省份，北起卢瓦雷省，西接卢瓦-谢尔省和安德尔省，南至克勒兹省，东南接阿列省，东临涅夫勒省。
与克鲁瓦西接壤的市镇（或旧市镇、城区）包括：弗拉维尼、热尔米尼莱克桑、伊尼奥勒、乌鲁埃莱布尔代兰。

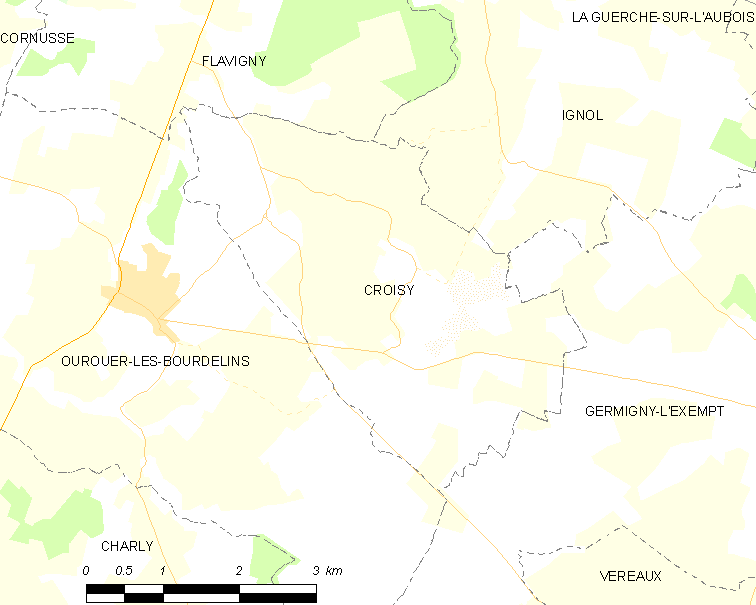
克鲁瓦西的OSM定位图

克鲁瓦西的时区为UTC+01:00、UTC+02:00（夏令时）。

## 行政
克鲁瓦西的邮政编码为18350，INSEE市镇编码为18080。

## 政治
克鲁瓦西所属的省级选区为欧布瓦河畔拉盖尔什县。

## 人口

1962-2008年间克鲁瓦西人口变化图示

克鲁瓦西于2022年1月1日时的人口数量为144人。